# Забяржа
Забяржа (лит. Zaberža) — село в восточной части Литвы, входит в состав Дубингяйского староства Молетского района. По данным переписи 2011 года, население Забяржи составлял 1 человек.

## География
Село расположено в южной части района, на берегу озера Бяржа. Расстояние до города Молетай составляет 23 км, до местечка Дубингяй — 2,3 км.

## Население
| 1923                           | 1959 | 1970 | 1979 | 1989 | 2001 | 2011 |
| ------------------------------ | ---- | ---- | ---- | ---- | ---- | ---- |
| 19                             | 17   | 12   | 3    | 1    | 1    | 1    |
| Гистограмма динамики населения |      |      |      |      |      |      |